# Saga (Tennō)
Saga (jap. 嵯峨天皇, Saga-tennō; * 7. September 786; † 15. Juli 842) war der 52. Tennō von Japan. Er war der zweite Sohn von Kammu-tennō und der jüngere Bruder seines Vorgängers Heizeis. Seine Regierungszeit erstreckte sich von 809 bis 823 und ist bekannt als Höhepunkt der chinesischen Kultur in Japan.

## Leben
Seine Kaiserin-Gemahlin Tachibana no Kachiko war als schöne und gebildete Frau bekannt.

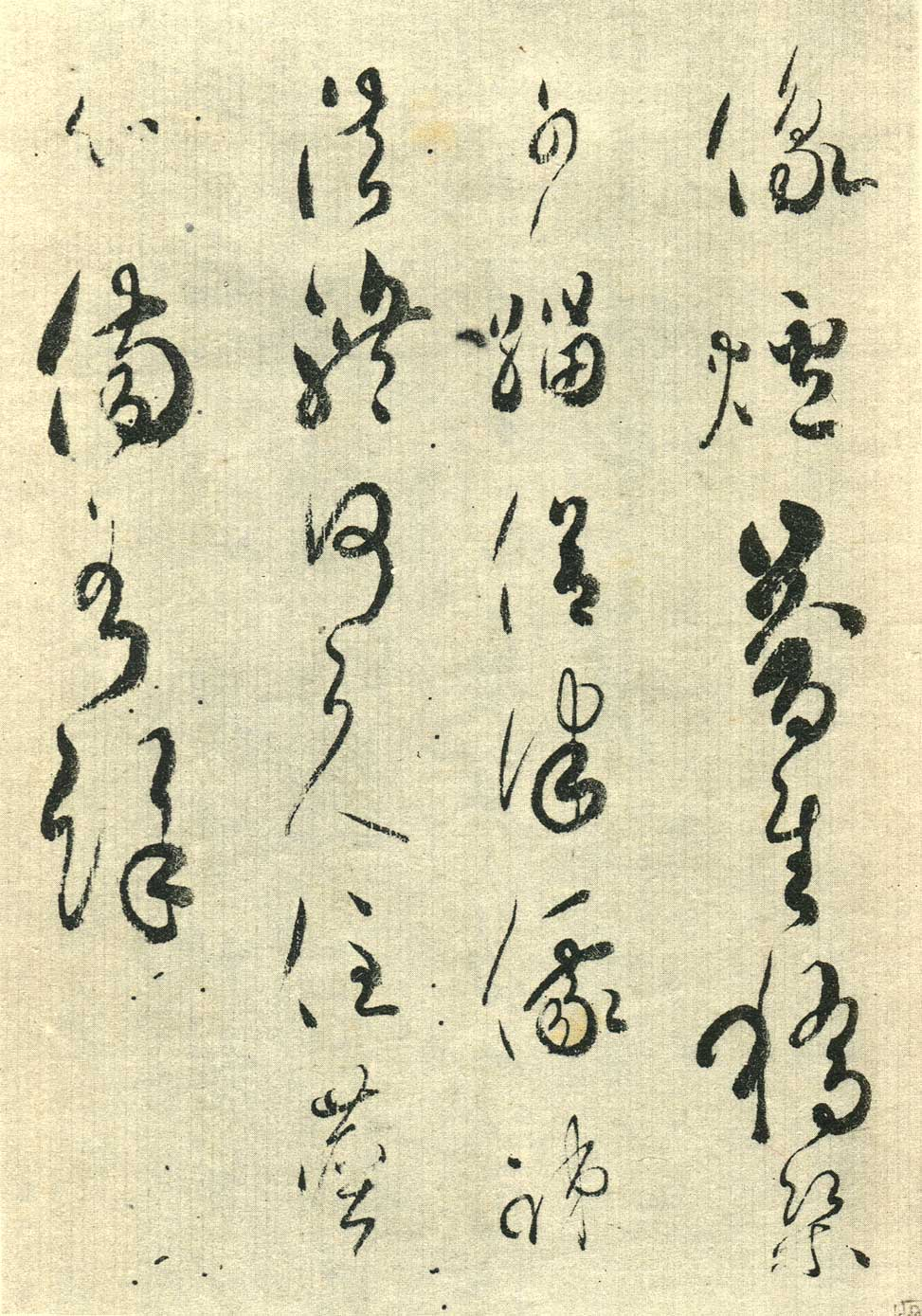
Koku Saichō shōnin: Kalligraphie Sagas zum Tode Saichōs

Saga erkrankte einige Monate nach seiner Inthronisation und erneut in der Mitte des folgenden Jahres. Der abgedankte Heizei ließ verlauten, er wolle die Hauptstadt zurück nach Nara verlegen. Dies war der offensichtliche Versuch, den Thron wiederzuerlangen. Gefördert wurde diese Rebellion von Heizeis Lieblingsfrau Fujiwara Kusoko und deren Bruder Nakanari. Der Aufstand wurde von den kaiserlichen Truppen unter der Leitung von Sakanoue Tamamuramaro rasch blutig niedergeschlagen. Der Kronprinz Takaoka – Sohn Heizeis, wurde abgesetzt. Er wurde später ein Anhänger Kūkais, der Saga unterstützt hatte, und starb Jahre später als Pilger auf dem Weg nach Indien irgendwo auf der malaiischen Halbinsel.
Er selbst war auch bekannt als Dichter und Kalligraph. Saga dachte, dass die literarische Bildung dem Staat Einheit und Harmonie geben konnte. In seiner Regierung wurden drei chinesische Dichtungssammlungen herausgegeben. Hingegen wurde der japanische eigene Dichtungsstil Uta ignoriert.
Saga war ein Beschützer des buddhistischen Mönchs Kūkai und half ihm, die Shingonschule des Buddhismus zu gründen: Er schenkte Kūkai den Tempel Tō-ji im Südteil der Hauptstadt Heian-kyō (heute Kyōto).
Die Politik Sagas brachte eine kulturelle Hochzeit, aber auch finanzielle Schwierigkeiten.